# Heinz Wehner (Historiker)
Heinz Wehner (* 22. Mai 1934; † 6. Juli 2012) war ein deutscher Wirtschaftshistoriker und Hochschullehrer.

## Leben
Heinz Wehners Jugend ist eng verbunden mit dem sächsischen Erzgebirge. In Aue (Sachsen) besuchte er die Oberschule. Anschließend studierte er Wirtschaftsgeschichte an der Hochschule für Ökonomie in Berlin sowie an der Humboldt-Universität zu Berlin. Zu seinen universitären Lehrern zählten Hans Mottek, Jürgen Kuczynski und Ernst Kaemmel. In Sachsen war er Rudolf Forberger verbunden, über den er später mehrfach publizierte.
1958 erhielt Heinz Wehner eine Stelle an der Hochschule für Verkehrswesen in Dresden. Dort promovierte er 1961 mit der Dissertation zum Thema Der Einsatz der Eisenbahnen für die verbrecherischen Ziele des faschistischen deutschen Imperialismus im zweiten Weltkrieg.
Ab 1973 war Heinz Wehner Dozent für Wirtschaftsgeschichte an der Karl-Marx-Universität Leipzig an den Sektionen Wirtschaftswissenschaften, Geschichte und Journalismus. 1978 legte er an der Hochschule für Verkehrswesen in Dresden die Dissertation B vor, deren Titel lautete: Der Wiederaufbau der Handelsflotte und die Entwicklung der internationalen Seeschiffahrtsbeziehungen des imperialistischen Deutschlands in den Jahren der Weimarer Republik. (Ein Beitrag zur Erforschung der ersten Etappe der allgemeinen Krise des Kapitalismus).
1983 kehrte Heinz Wehner an die Hochschule für Verkehrswesen nach Dresden zurück, wo er 1989 ordentlicher Professor für Wirtschafts- und Verkehrsgeschichte wurde.
Seine Forschungsschwerpunkte sind die Geschichte des Transportwesens, der Post- und Telekommunikation sowie die Geschichte des Fremdenverkehrs in Sachsen. Darüber legte er mehrere Veröffentlichungen vor.

## Publikationen (Auswahl)
- Johann Andreas Schubert. Sein Wirken für die Elbedampfschiffahrt. In: Jahrbuch der Schiffahrt, Berlin, 1978, S. 132–138.
- Die Entwicklung der Sächsischen Schweiz zum Fremdenverkehrsgebiet. In: Tourismus, Berlin, 1988, S. 46–60.
- Von Reiselust und Reiseleid. Frühe Formen der Personenbeförderung im Erzgebirge und seinem Vorland. In: Handel, Transport und Verkehr in Grenzregionen, Chemnitz: Sächsische Landesstelle für Museumswesen, 2006, S. 8–15.